# Свято Різдва Христового в Україні (монета)
«Свя́то Різдва́ Христо́вого в Украї́ні» — пам'ятна монета номіналом 5 гривень, випущена Національним банком України, присвячена одній з головних подій в історії християнства, у святкуванні якої до нашого часу збереглося багато давніх народних звичаїв, традицій, обрядів.
Монету введено в обіг 20 грудня 2002 року. Вона належить до серії «Обрядові свята України».

## Опис монети та характеристики
| Номінал грн. | Метал      | Маса, г | Діаметр, мм | Якість виготовлення | Гурт     | Тираж, штук |
| ------------ | ---------- | ------- | ----------- | ------------------- | -------- | ----------- |
| 5            | нейзильбер | 16,54   | 35,0        | звичайна            | рифлений | 30 000      |

### Аверс
На аверсі монети зображено різдвяну зірку — традиційний атрибут, пов'язаний з євангельською легендою про Христа, у центрі якої розміщено малий Державний Герб України, а над ним рік карбування монети — «2002»; в оточенні стилізованого барокового орнаменту розміщено написи: «УКРАЇНА», «5 ГРИВЕНЬ», та логотип Монетного двору Національного банку України.

### Реверс

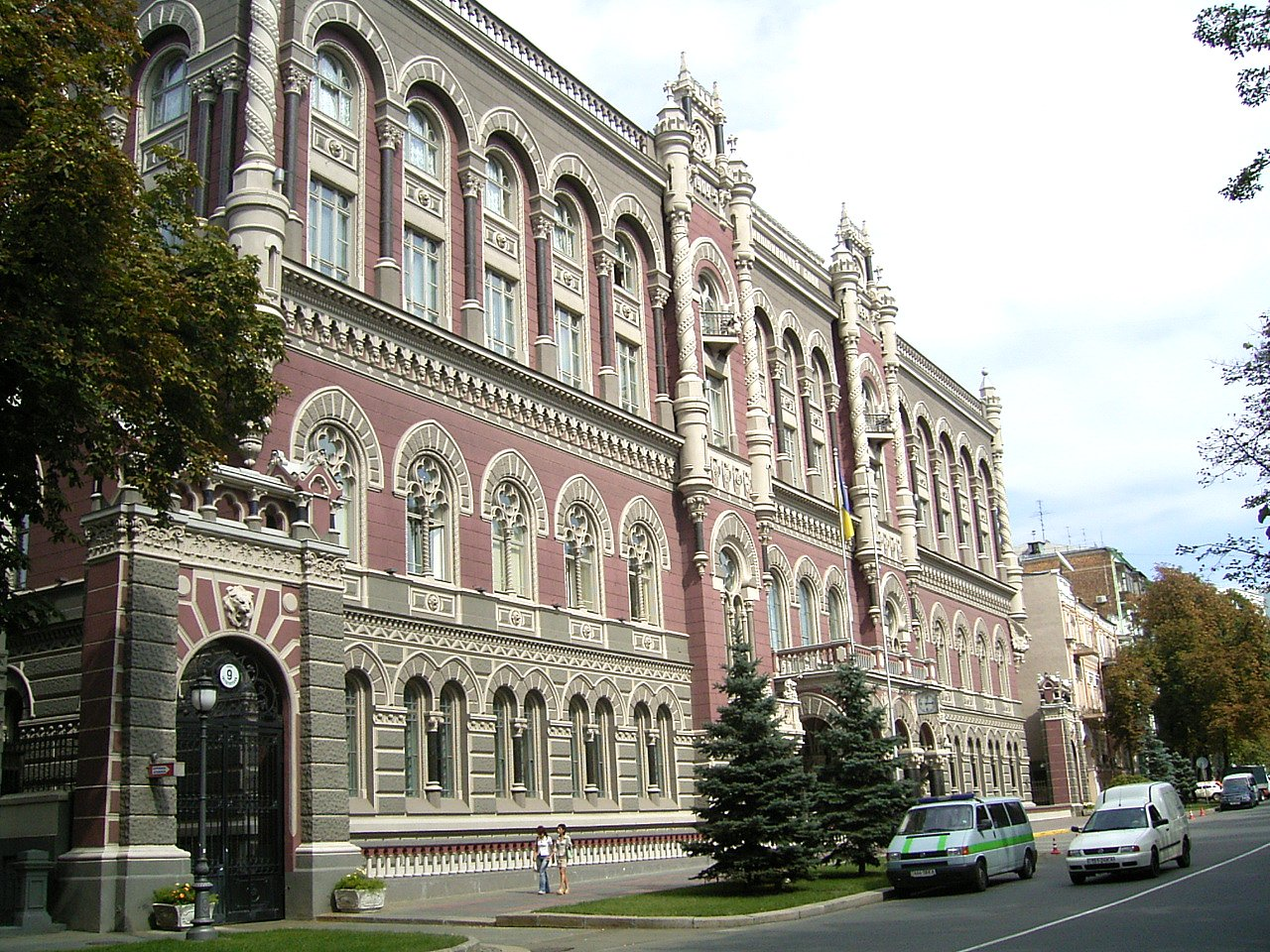
Будівля Національного банку України

На реверсі монети зображено традиційну святкову сцену — різдвяний колядницький гурт, у центрі якого ватага з різдвяною зіркою, а по колу розміщено написи: «СВЯТО РІЗДВА» (ліворуч), «ХРИСТОВОГО» (праворуч).

## Автори
- Художник — Кочубей Микола.
- Скульптор — Іваненко Святослав.

## Вартість монети
Ціну монети — 5 гривень встановив Національний банк України у період реалізації монети через його філії в 2002 році.
Фактична приблизна вартість монети з роками змінювалася так:
| Рік        | 2010 | 2011 | 2012 | 2013 | 2014 | 2015  | 2016  | 2017  | 2018  | 2019  | 2020  | 2021  | 2022  | 2023  | 2024  | 2025  |
| ---------- | ---- | ---- | ---- | ---- | ---- | ----- | ----- | ----- | ----- | ----- | ----- | ----- | ----- | ----- | ----- | ----- |
| Ціна, грн. | 510  | 510  | 510  | 550  | 640  | 1 300 | 1 300 | 1 350 | 1 340 | 1 300 | 1 200 | 1 320 | 1 350 | 1 900 | 3 000 | 3 300 |